# Arc de Triomf de l'Étoile
L'Arc de Triomf de l'Étoile sovint abreujat simplement com a arc de triomf, és a la plaça Charles-de-Gaulle de París abans place de l'Étoile (en català, "plaça de l'Estrella"), a l'extrem oest de l'avinguda dels Champs-Élysées, a 2,2 quilòmetres de la plaça de la Concorde. Amb una alçària de 50 metres i amplària de 45 metres, és administrat pel Centre des monuments nationaux.
La plaça de l'Étoile forma una enorme rotonda de dotze avingudes perforades al segle xix impulsades pel baró Haussmann, llavors prefecte del departament del Sena. Aquestes avingudes radien en estrella al voltant de la plaça, destaquen l'avinguda de la Grande-Armée, l'avinguda de Wagram i, és clar, l'avinguda dels Champs-Élysées. Llambordes de colors diferents dibuixen sobre el terra de la plaça dos estels.

## Història

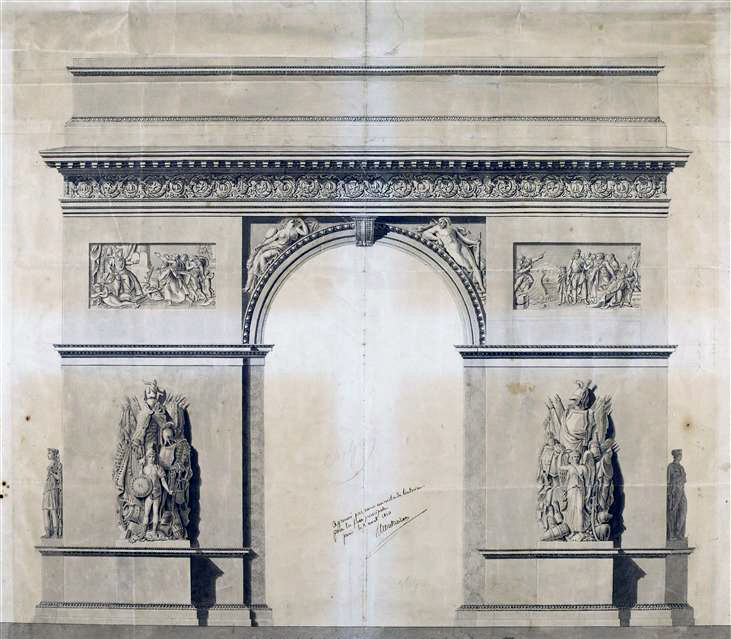
L'arc de Triomf, Jean-François Chalgrin (c. 1806)

Napoleó va ordenar la construcció de l'arc el 1806: el seu projecte inicial era de fer-ne el punt de sortida d'una avinguda triomfal travessant sobretot el Louvre i la plaça de la Bastilla.
L'arquitecte Jean-François Chalgrin, encarregat del projecte, es va inspirar en l'Antiguitat. Els fonaments van exigir dos anys de taller.
En el moment de les primeres desfetes napoleòniques (Camp de Rússia el 1812), la construcció es va interrompre, i després abandonada durant la Revolució, abans de ser finalment represa i acabada entre 1832 i 1836, sota Lluís Felip I. Els arquitectes Louis-Robert Goust i després Jean-Nicolas Huyot van prendre el relleu sota la direcció d'Héricart de Thury.
L'Arc de triomf de l'Étoile és inaugurat el 29 de juliol de 1836 per al sisè aniversari de la Revolució de Juliol. Al començament havia estat prevista una gran desfilada militar en presència de Lluís Felip I. Però, en ser víctima d'un nou atemptat el 25 de juny, el president del Consell, Adolphe Thiers, convenç el rei d'abstenir-se. La desfilada militar és anul·lada i és reemplaçada per un gran banquet ofert pel rei a 300 invitats, mentre que el monument és inaugurat d'amagat per Thiers, a les set del matí.

## Un símbol històric

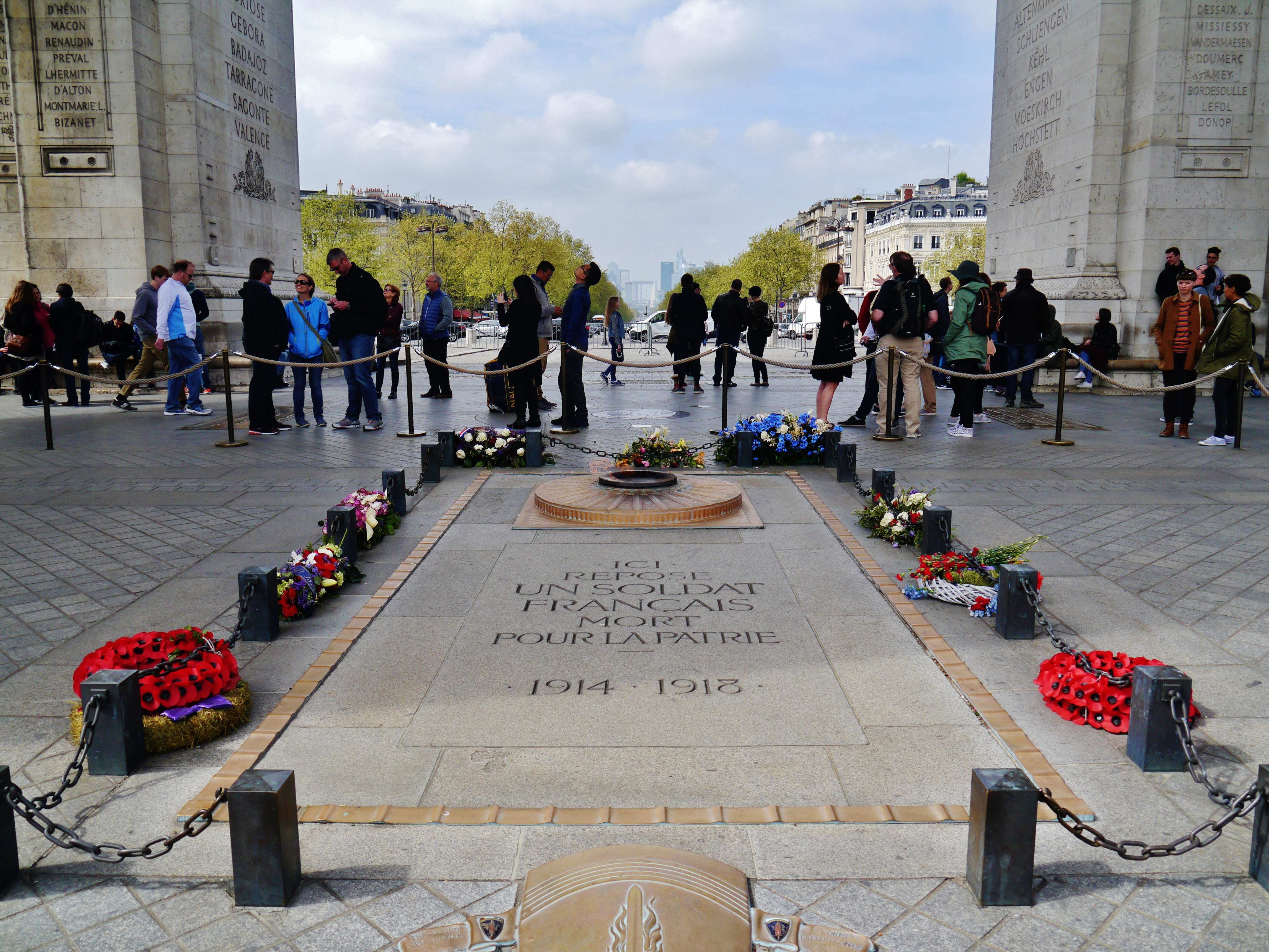
Tomba del soldat desconegut

L'Arc de triomf avui forma part dels monuments nacionals amb forta connotació històrica. Als seus peus es troba la tomba del Soldat desconegut de la Primera Guerra Mundial. Sobre la tomba s'hi pot llegir: "Aquí descansa un soldat francès mort per la Pàtria, 1914-1918".
La flama eterna que hi ha, és amb la de l'altar de la Pàtria a Roma la primera del gènere des de l'extinció de la flama de les Vestals el 391. Commemora el record dels soldats morts al combat i no s'apaga mai: és revifada cada vespre a les 18:30 per associacions d'antics combatents o de víctimes de guerra. D'ençà 1923, any de l'encesa de la flama que vigila la tomba del Soldat Desconegut, aquest gest de revifada simbòlica ha estat complert cada vespre, fins i tot el 14 de juny de 1940, dia en què l'exèrcit alemany va entrar a París i desfilava per la plaça de l'Étoile: aquell dia, la revifada va tindre lloc davant els oficials alemanys que van autoritzar la cerimònia.
L'associació La Flamme sous l'Arc de Triomphe, que reagrupa quaranta-un membres procedents del món combatent i víctimes de guerra, organitza les cerimònies de revifada així com les ofrenes florals de les personalitats franceses i estrangeres: hi ha cada dia un o diversos membres del Comité de la Flamme sous l'Arc de Triomphe per acollir les associacions que venen successivament revifar la Flama del Record.
El febrer de 2008 va ser inaugurada la nova escenografia permanent de l'Arc de triomf feta per l'artista Maurice Benayoun i a l'arquitecte Christophe Girault. Renovant l'exposició dels anys 1930, aquesta nova museografia concedeix un lloc destacat al multimèdia. Titulada "Entre guerres i pau", proposa una lectura de la història del monument que té en compte l'evolució de la seva simbologia fins al període actual, període en què els valors del diàleg i de la trobada prenen el relleu a la confrontació armada. Una presentació multimèdia conta la història del monument de manera contemporània, interactiva i lúdica. Permet descobrir el que hauria pogut ser (els projectes no realitzats), el que ha desaparegut i el que no pot fàcilment ser vist (la decoració esculpida).

París, vista de dalt de l'Arc de Triomf i a la dreta la torre Eiffel

## Curiositats
L'arc del triomf de la plaça de l'Estrella està alineat amb l'Arc de triomphe du Carrousel, que està devant del Louvre, al Jardí de les Teuleries. Després, a La Defènse, es va muntar un enorme arc de ciment, anomenat precisament Gran Arc, de manera que també estigui alineat amb els altres dos. Si una persona es posa davant de l'arc del Louvre mirant cap als jardins es veu que aquest arc emmarca l'arc de la plaça de l'Estrella, que alhora emmarca, a dins, l'arc de La Defensa.

## Detalls de les escultures
- Els quatre grups esculpits més importants són:

- El començament de 1792 (anomenat La Marsellesa), per François Rude.
- El Triomf de 1810, per Jean-Pierre Cortot.
- La Resistència de 1814, per Antoine Etex.
- La Pau de 1815, per Antoine Etex.

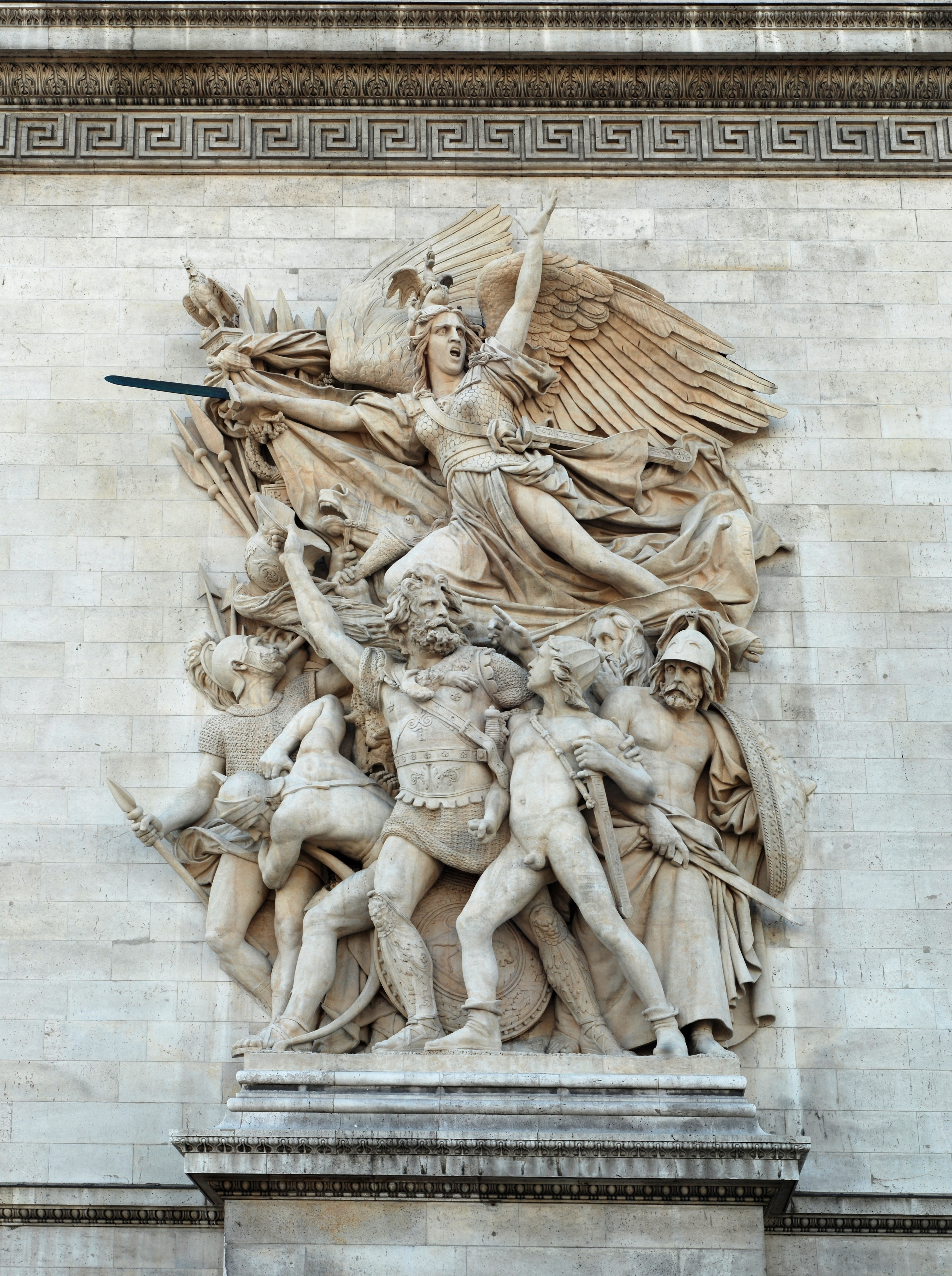
El començament de 1792 (La Marsellesa)
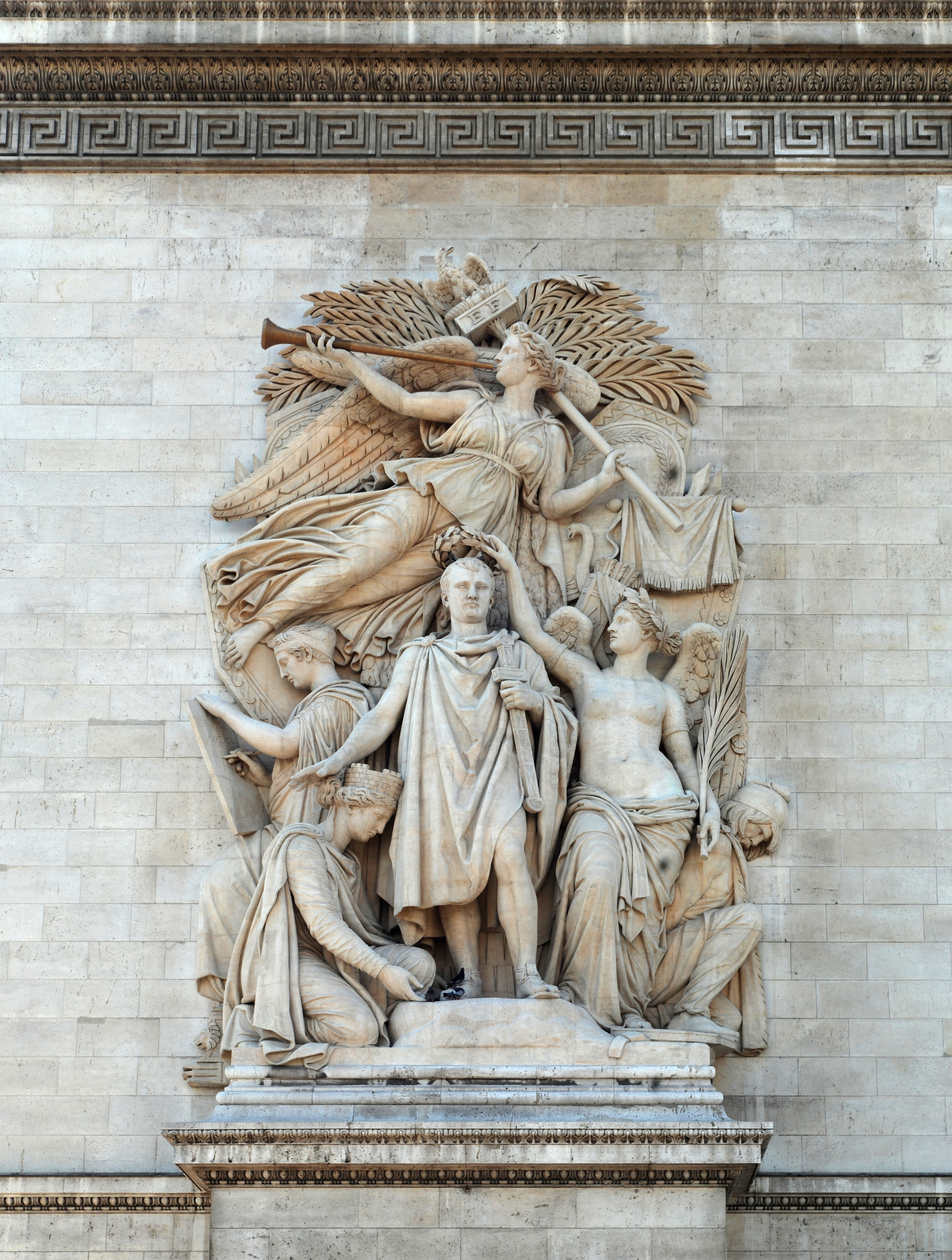
El Triomf de 1810
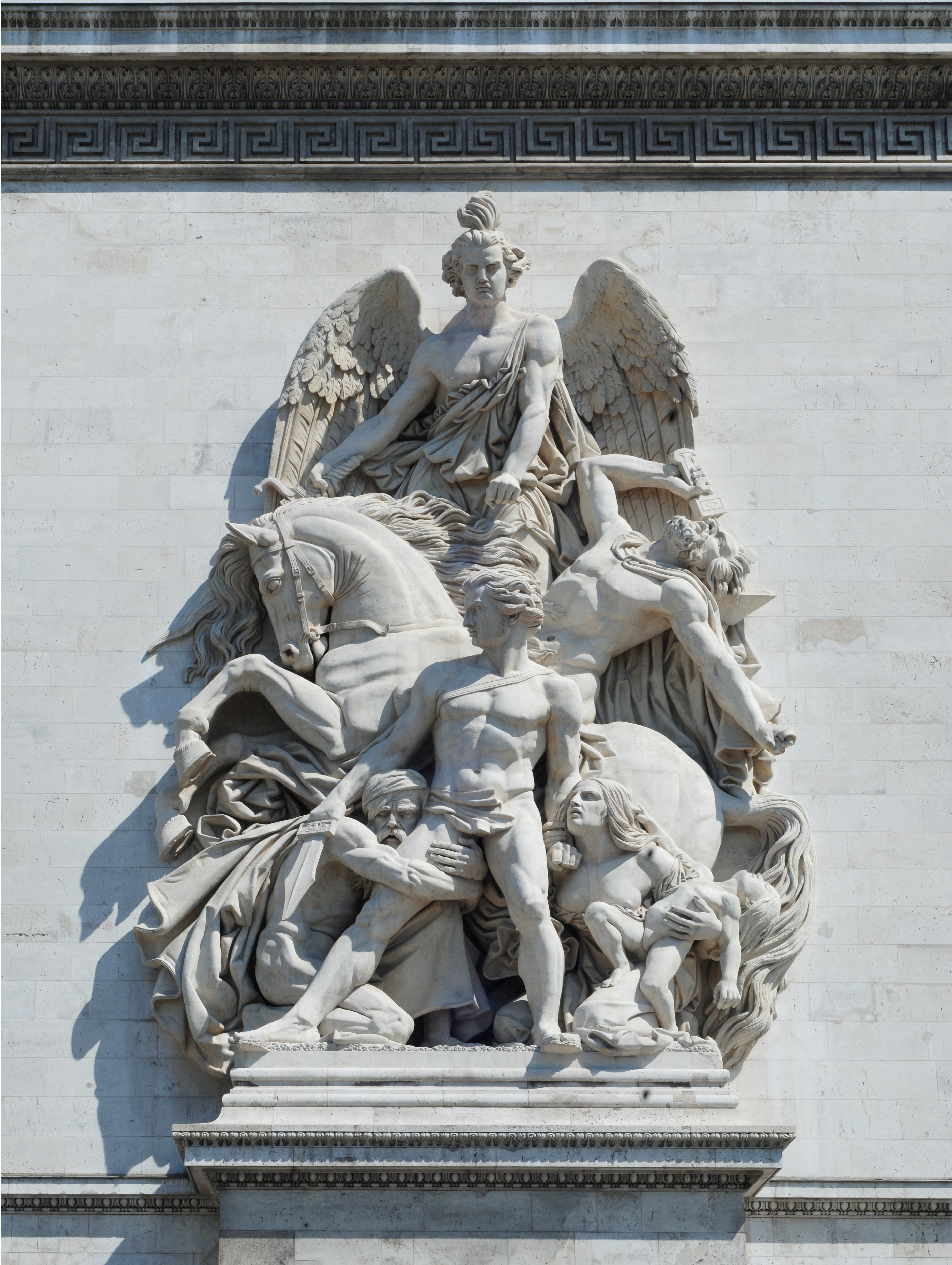
La Resistència de 1814
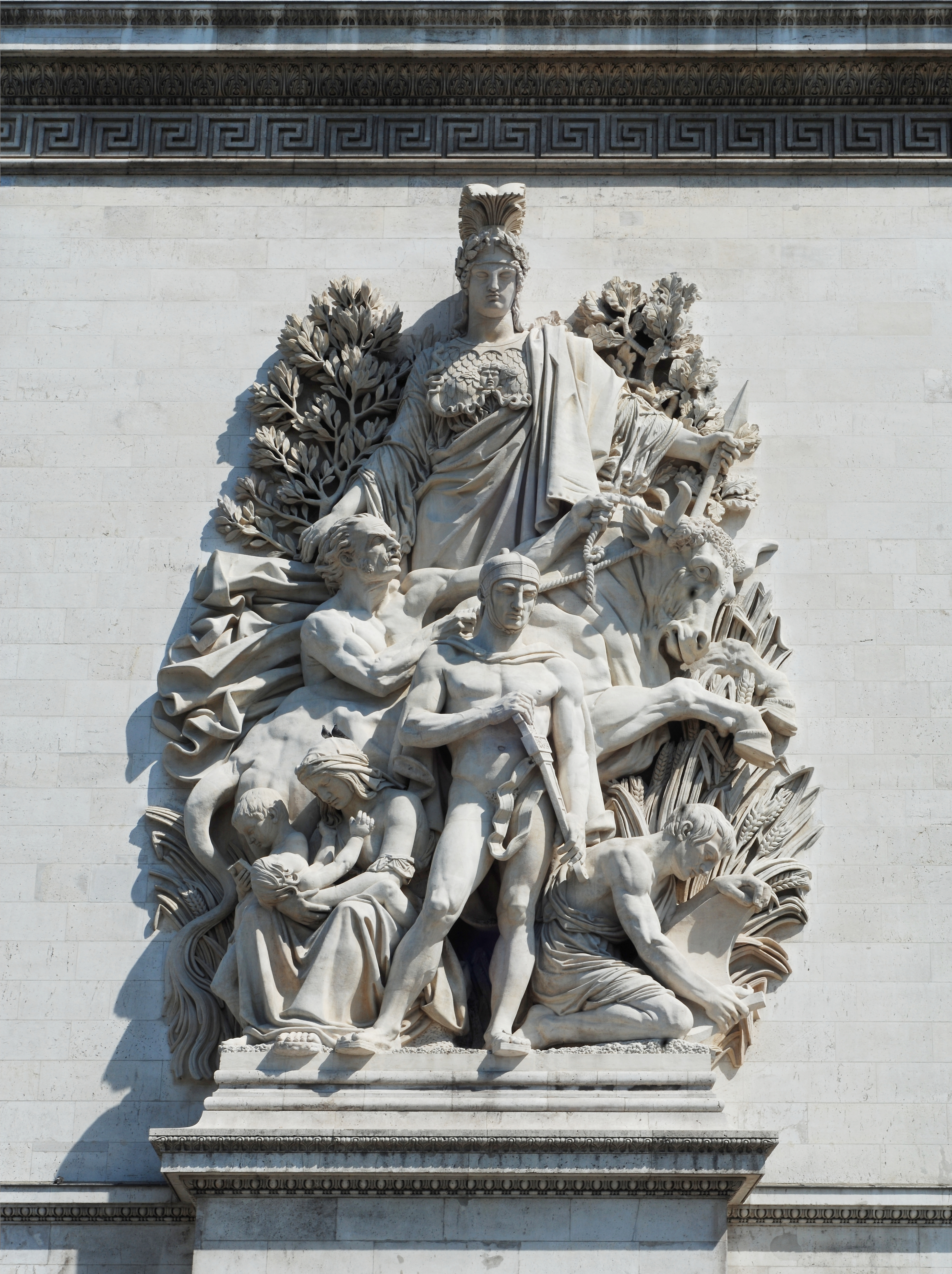
La Pau de 1815

- Sis baixos relleus són gravats sobre les quatre cares de l'arc i descriuen escenes de la revolució i de l'Imperi. Se situen sota els 4 grups així com sobre l'arc:

- El funeral del general Marceau el 21 de setembre de 1796, per Henri Lemaire (cara sud dreta).
- La batalla d'Aboukir el 25 de juliol de 1799, per Bernard Seurre (cara sud esquerra).
- La batalla de Jemappes el 6 de novembre de 1792, per Carlo Marochetti (cara est).
- El passatge del pont d'Arcole el 15 de novembre de 1796, per Jean-Jacques Feuchère (cara nord dreta).
- La presa d'Alexandria el 3 de juliol de 1798, per John-Étienne Chaponnière (cara nord esquerra).
- La batalla d'Austerlitz el 2 de desembre de 1805, per Théodore Gechter (cara oest).

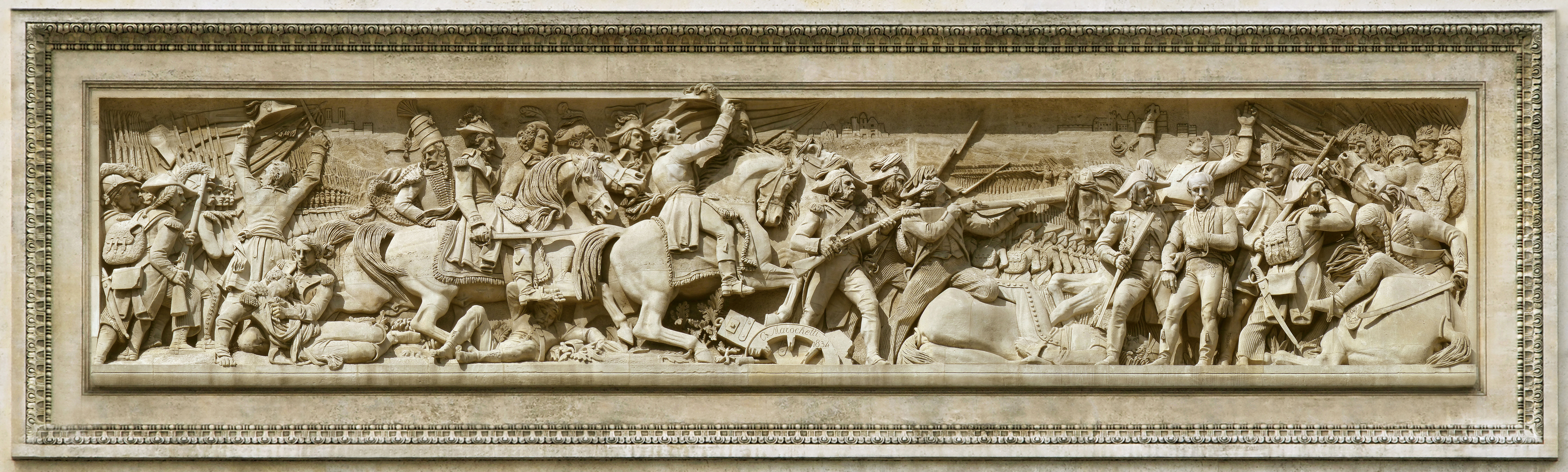
La batalla de Jemappes
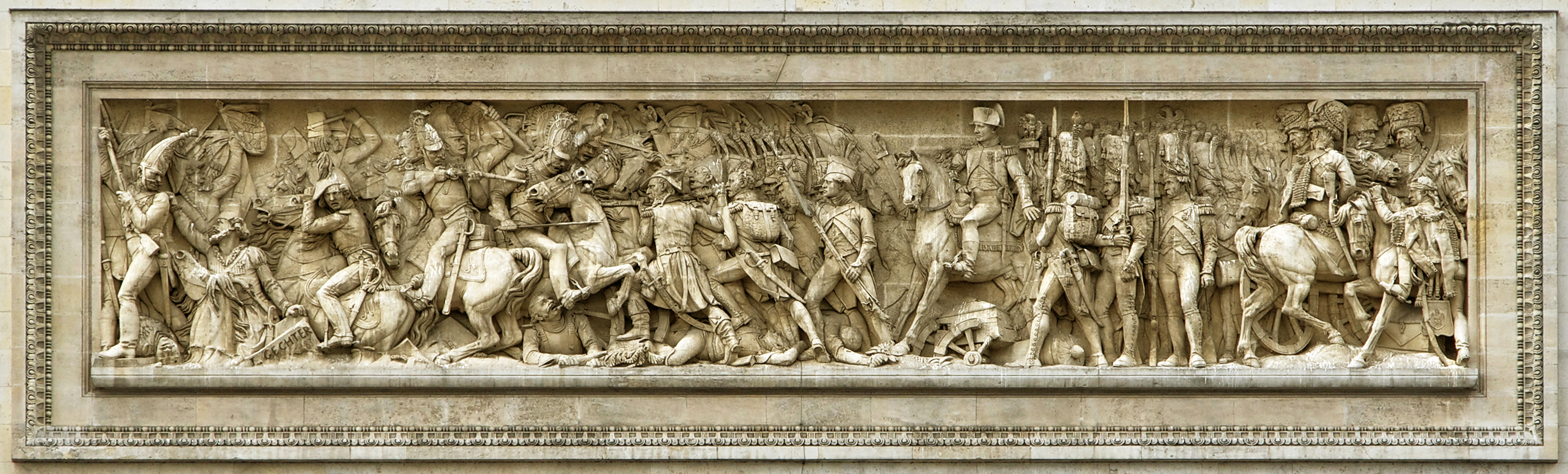
La batalla d'Austerlitz

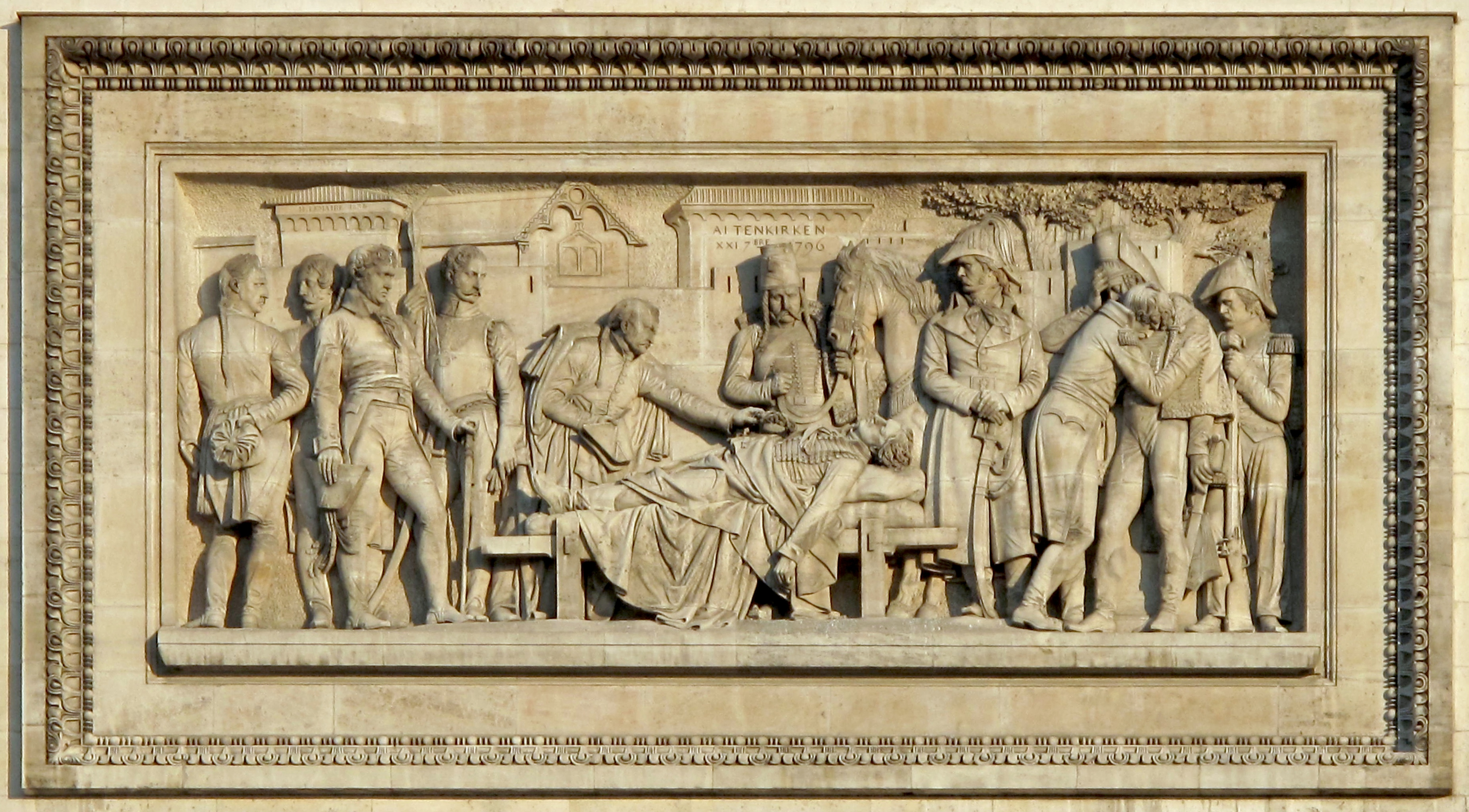
El funeral del general Marceau
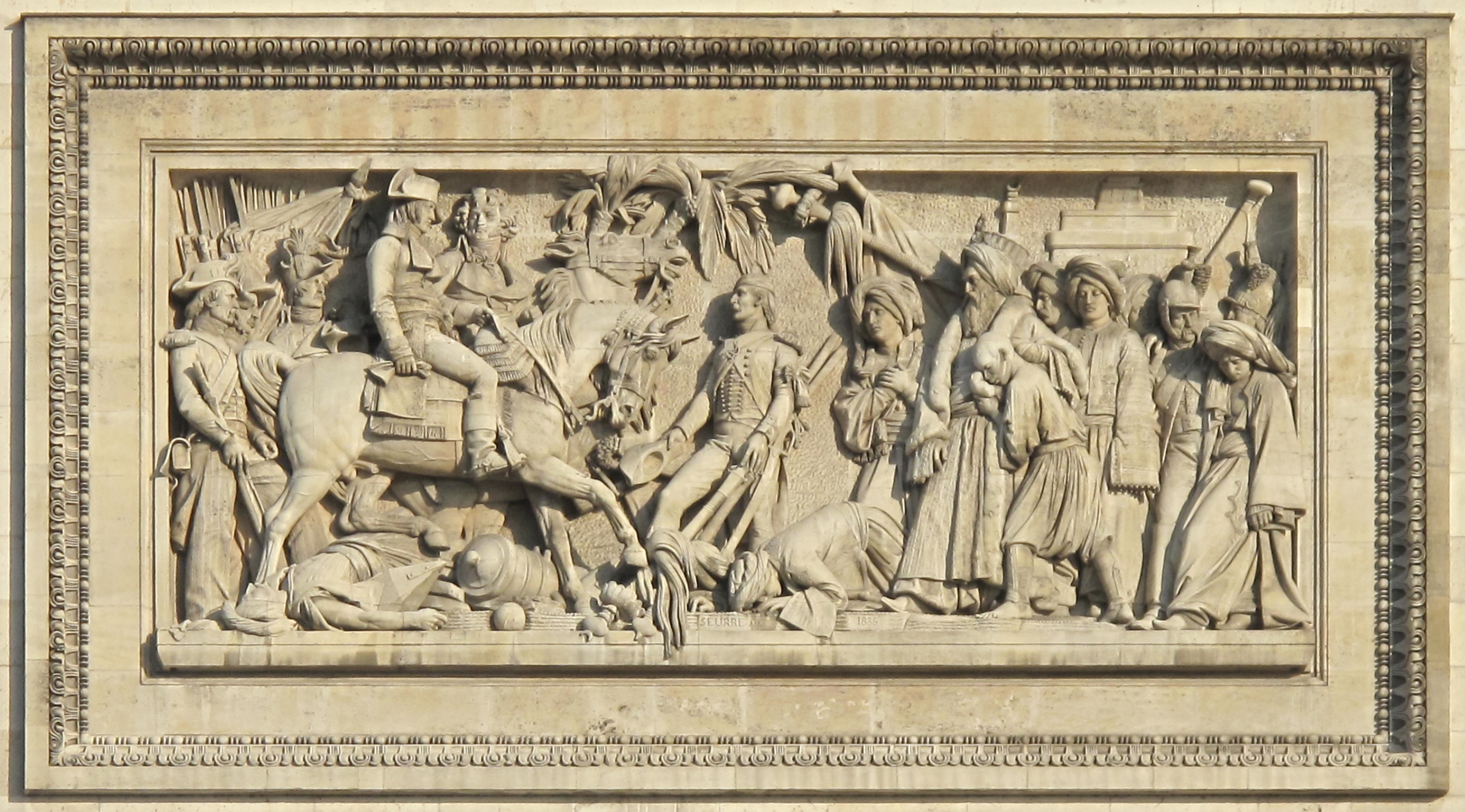
La batalla d'Aboukir
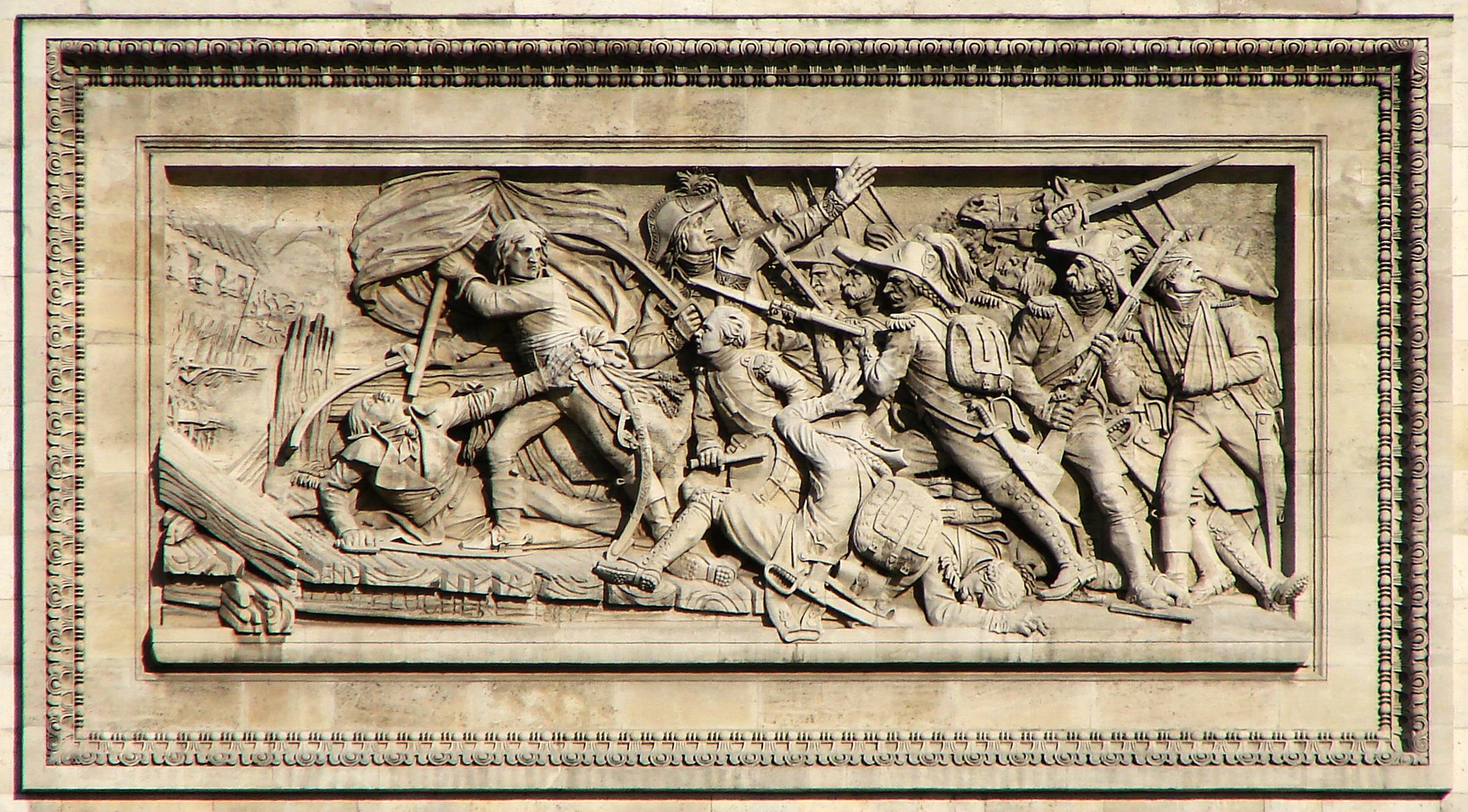
El passatge del pont d'Arcole
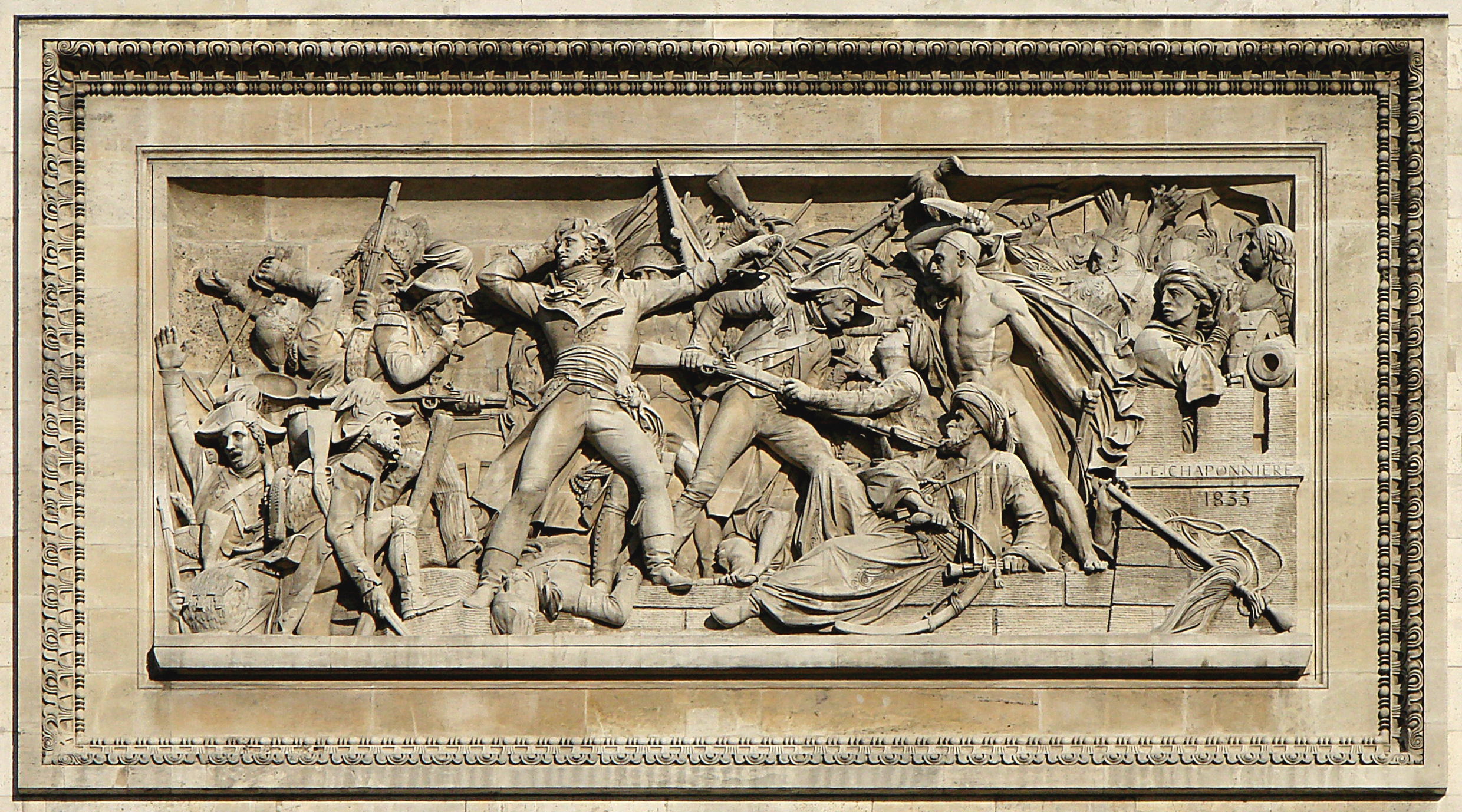
La presa d'Alexandria

- Les grans arcades són realçades amb figures al·legòriques representant personatges de la mitologia romana (per James Pradier).

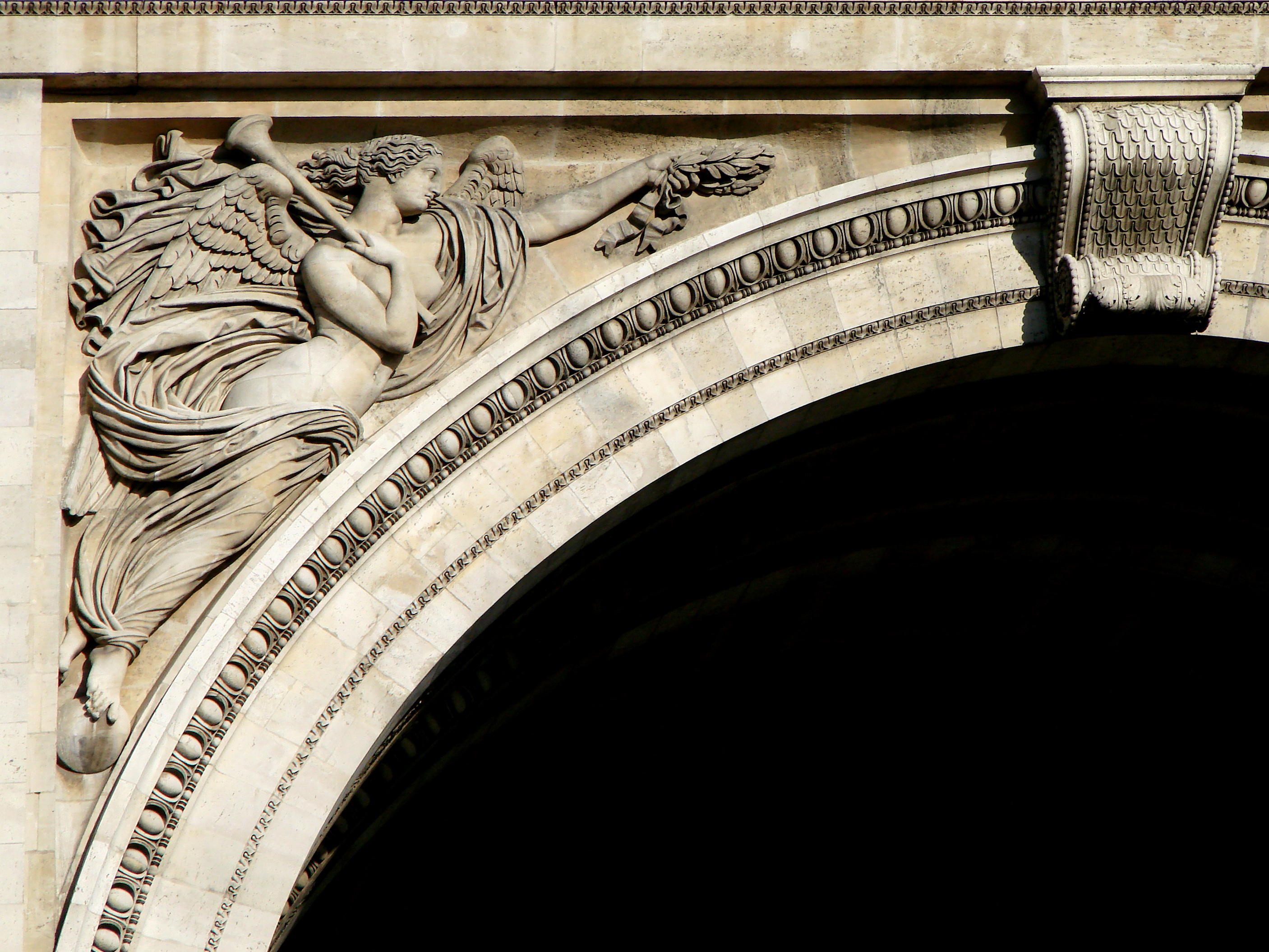
Figura al·legòrica (cara nord esquerra)
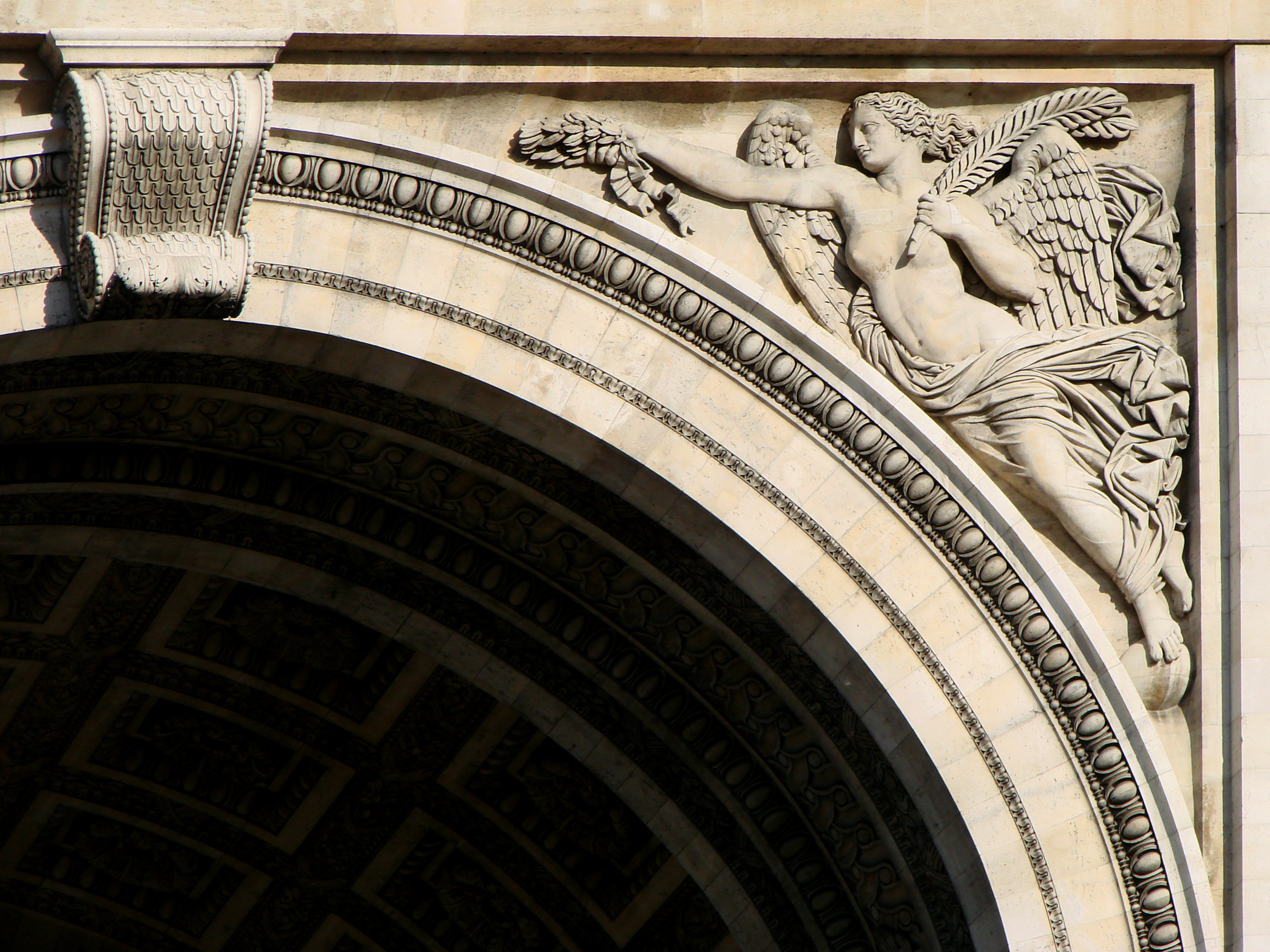
Figura al·legòrica (cara nord dreta)
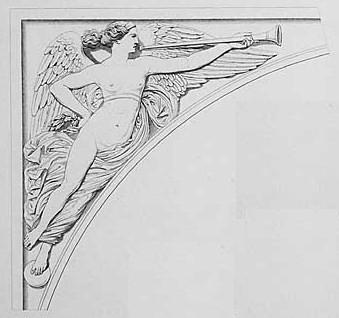
Figura al·legòrica (cara sud esquerra)
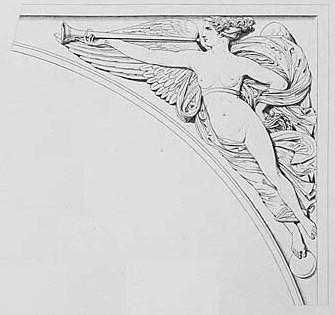
Figura al·legòrica (cara sud dreta)

- Sobre les cares interiors dels pilars de les grans arcades, hi ha gravat el noms les grans batalles de la Revolució i de l'Imperi.

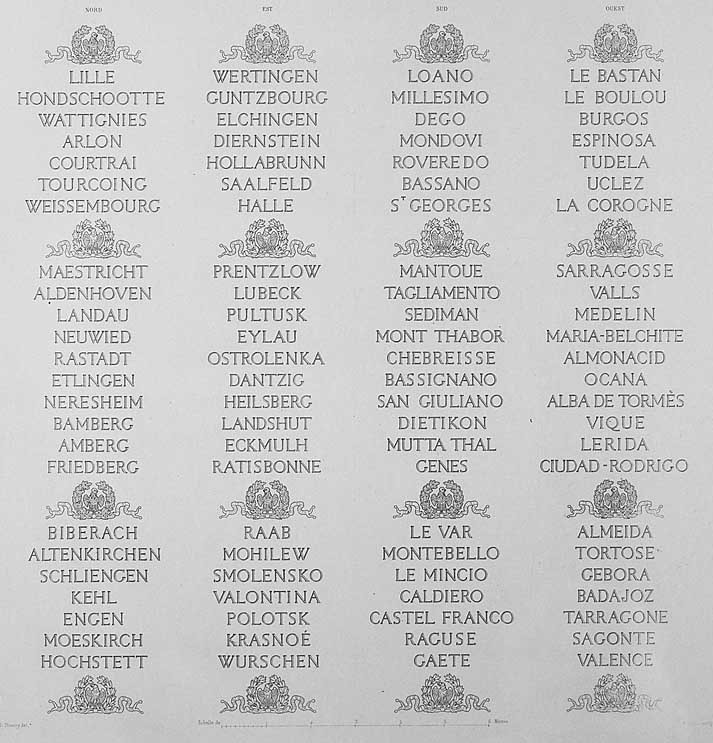
Batalles gravades a les grans arcades

- Les petites arcades són realçades amb figures al·legòriques representant la infanteria (per Théophile Bra), la cavalleria (per Achille Valois), l'artilleria (per Jean Baptiste De Bay) i la marina (per Émile Seurre).

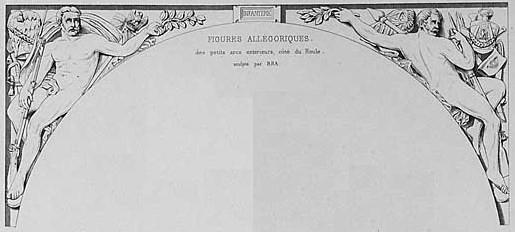
Figura al·legòrica representant la infanteria
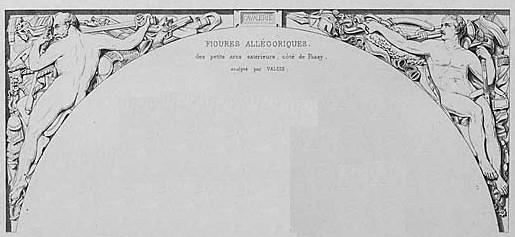
Figura al·legòrica representant la cavalleria
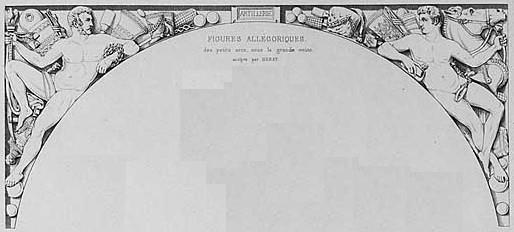
Figura al·legòrica representant l'artilleria
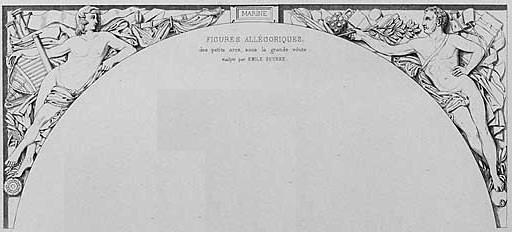
Figura al·legòrica representant la marina

A les cares interiors de les petites arcades hi ha gravats els noms de les personalitats de la Revolució i de l'Imperi. Els noms dels que són morts en combat estan subratllats.

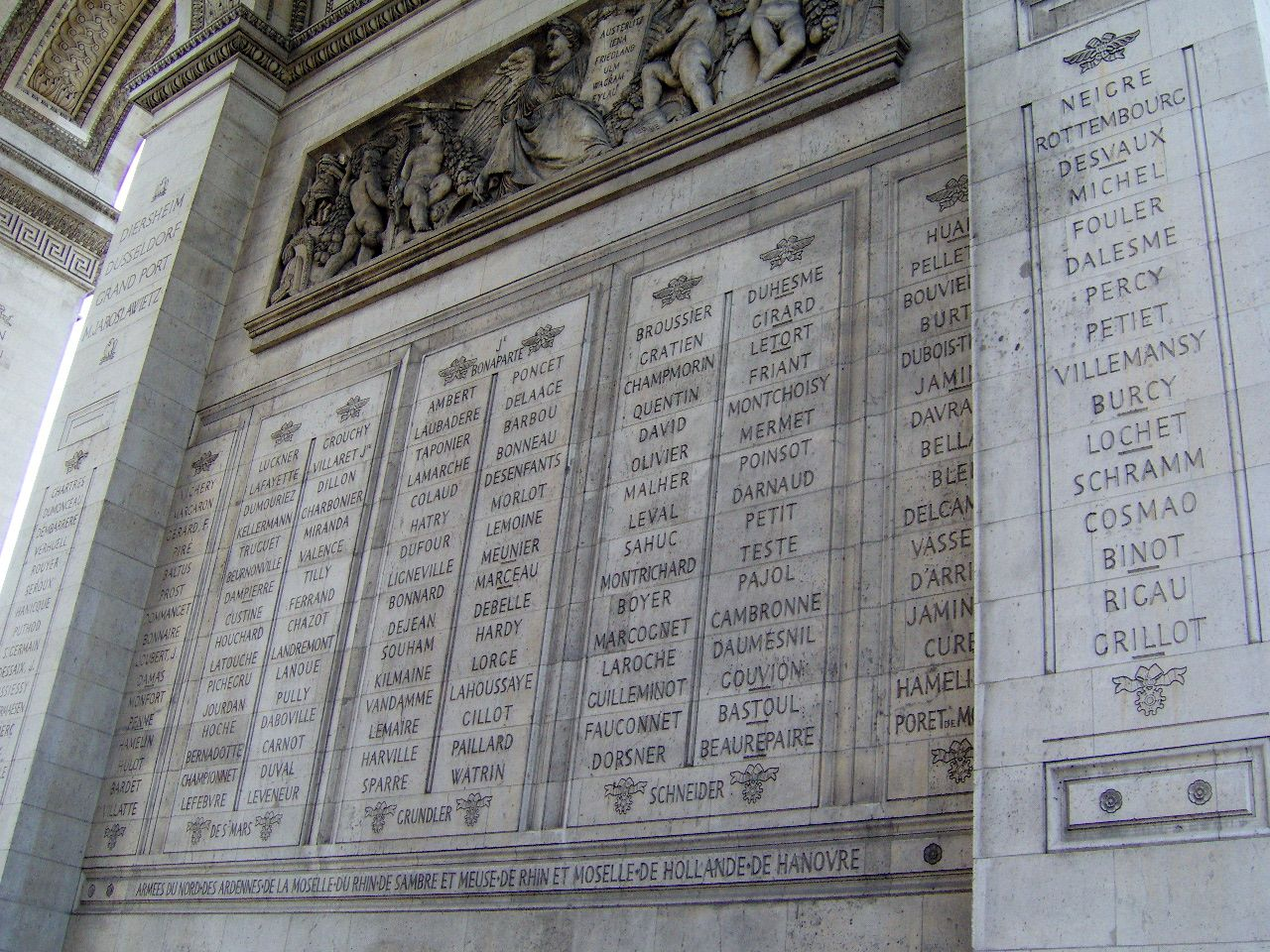
Pilar nord
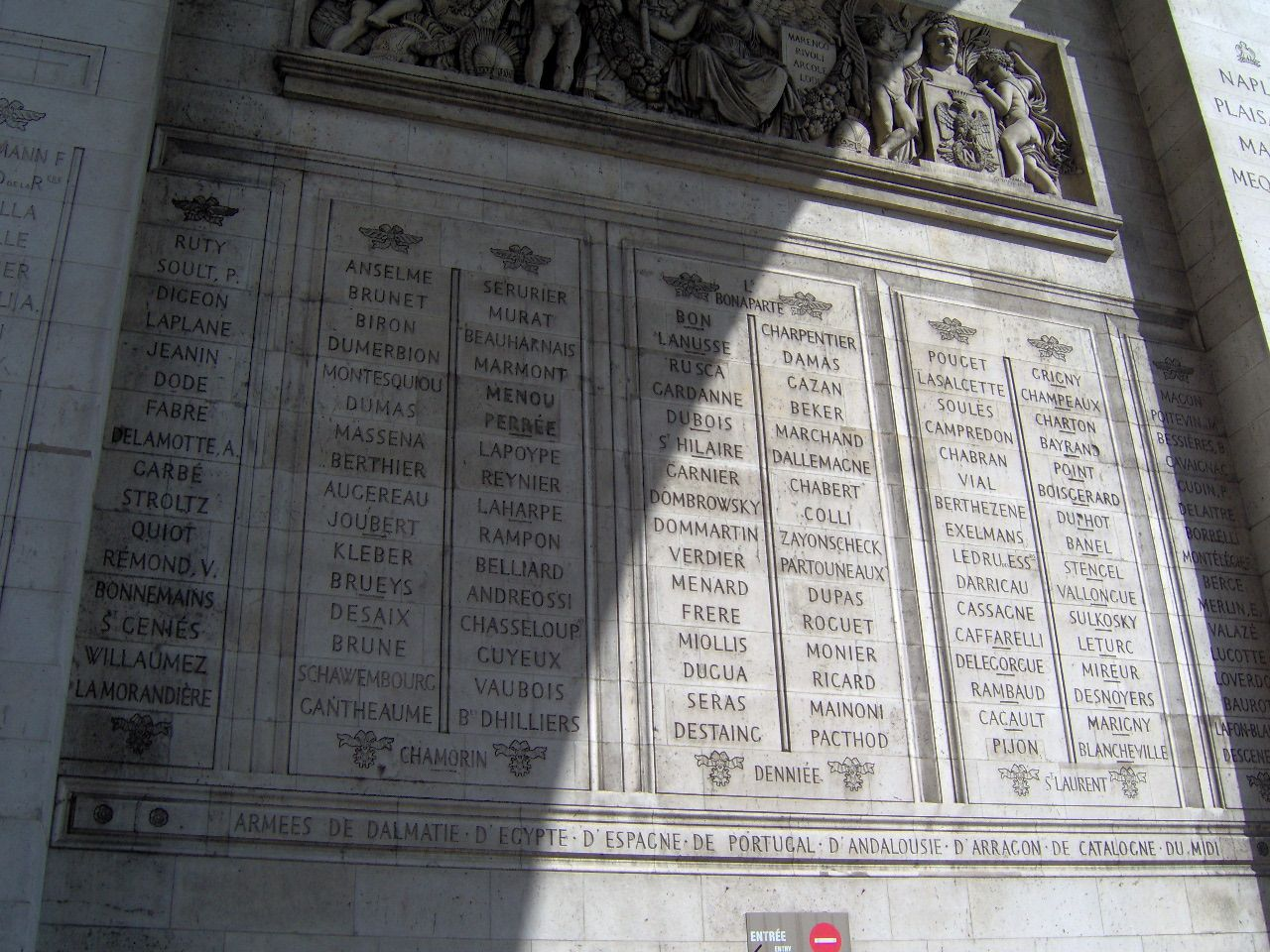
Pilar sud
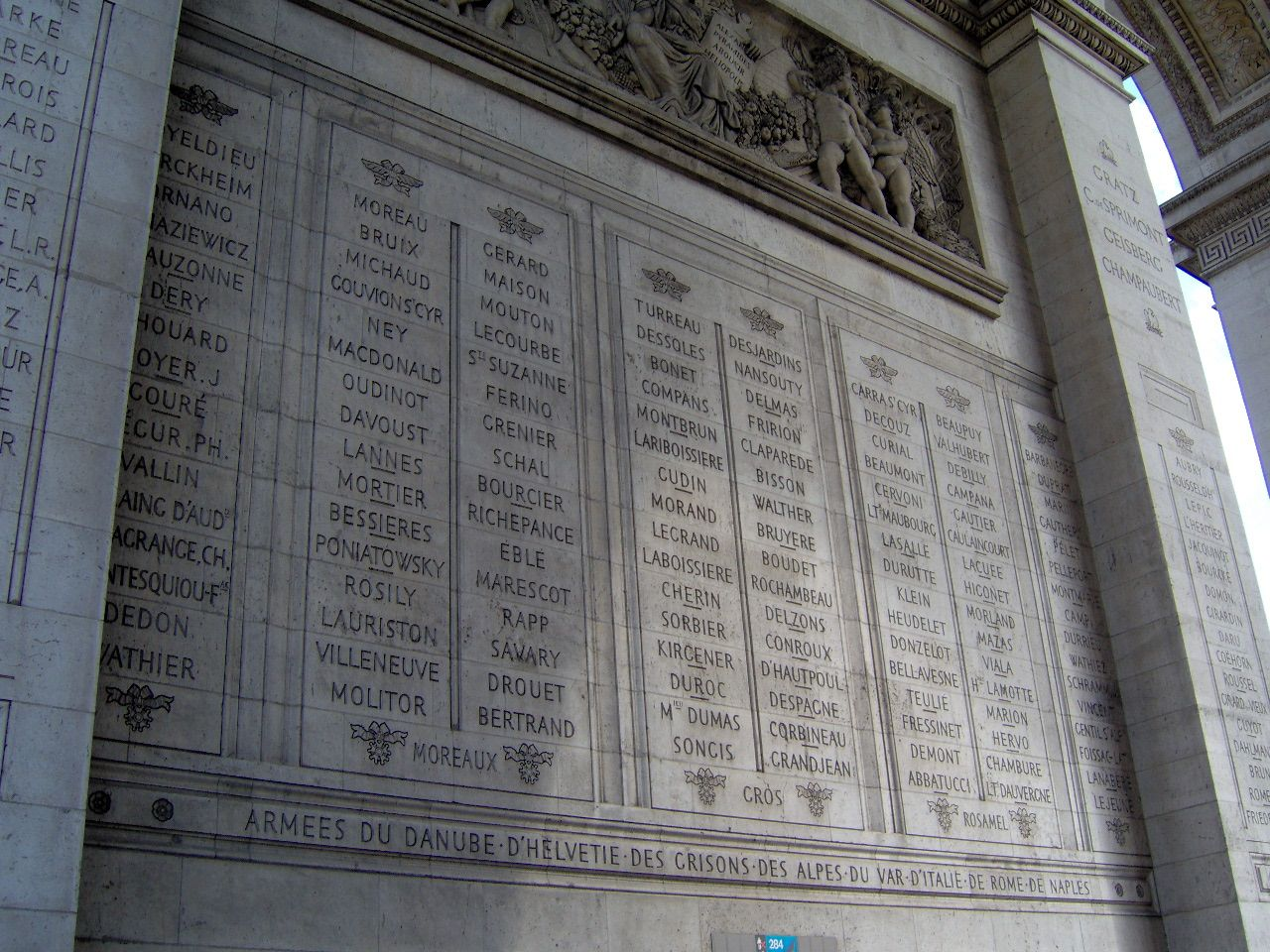
Pilar est
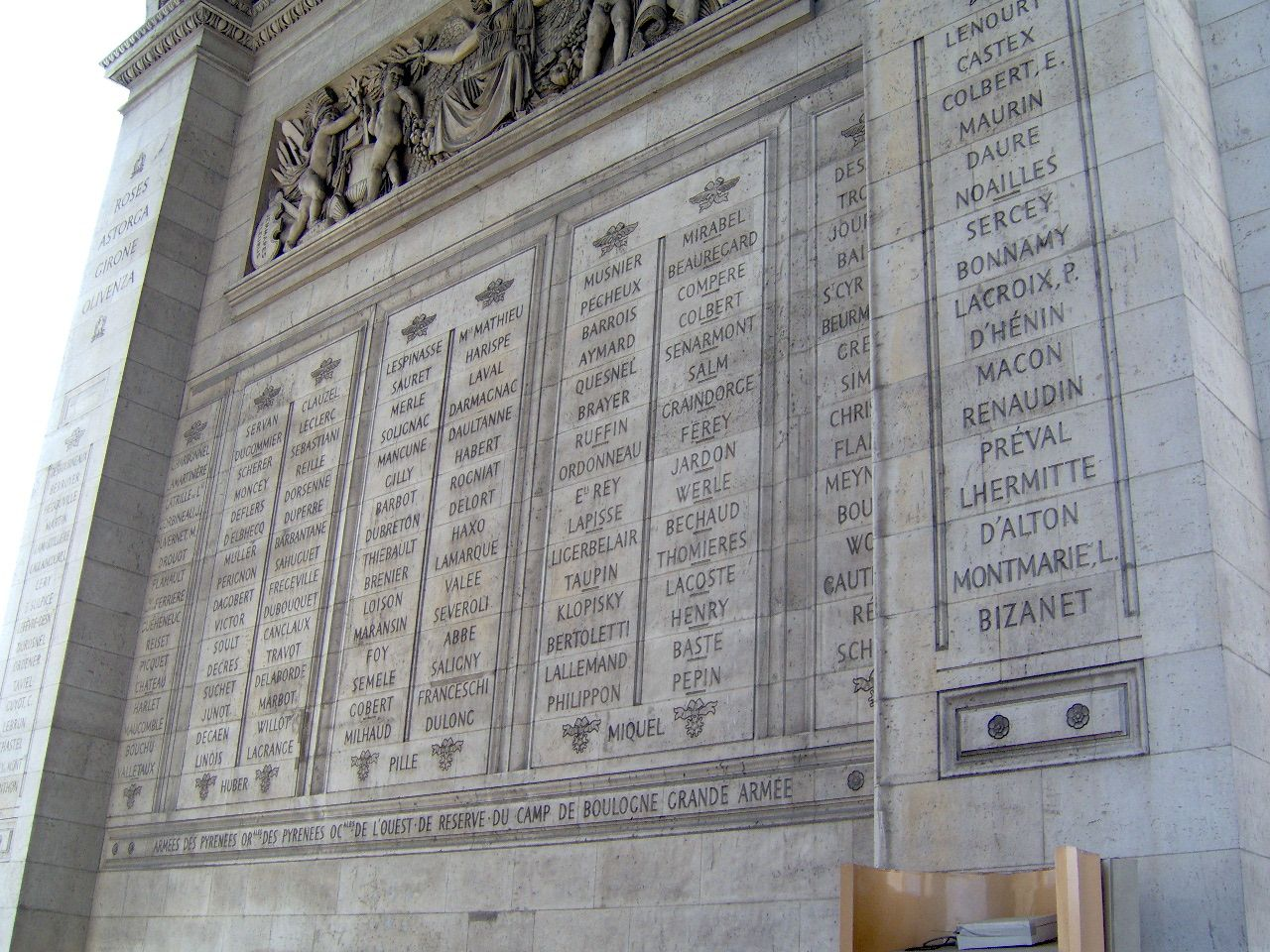
Pilar oest

- Quatre baixos relleus se situen sobre el noms de les personalitats de la Revolució i de l'Imperi. Porten el nom de batalles cèlebres de la revolució i de l'Imperi:

- Atributs de les victòries del nord, per François Joseph Bosio. L'escena representa les batalles d'Austerlitz, d'Iena, de Friedland, d'Ulm, de Wagram i d'Eylau.
- Atributs de les victòries del sud, per Gérard. L'escena representa les batalles de Marengo, de Rivoli, d'Arcole i de Lodi.
- Atributs de les victòries de l'est, per Walcher. L'escena representa les batalles d'Alexandria, de Piràmide, d'Aboukir i d'Héliopolis.
- Atributs de les victòries de l'oest, per Jean-Joseph Espercieux. L'escena representa les batalles de Jemmapes i de Fleurus.

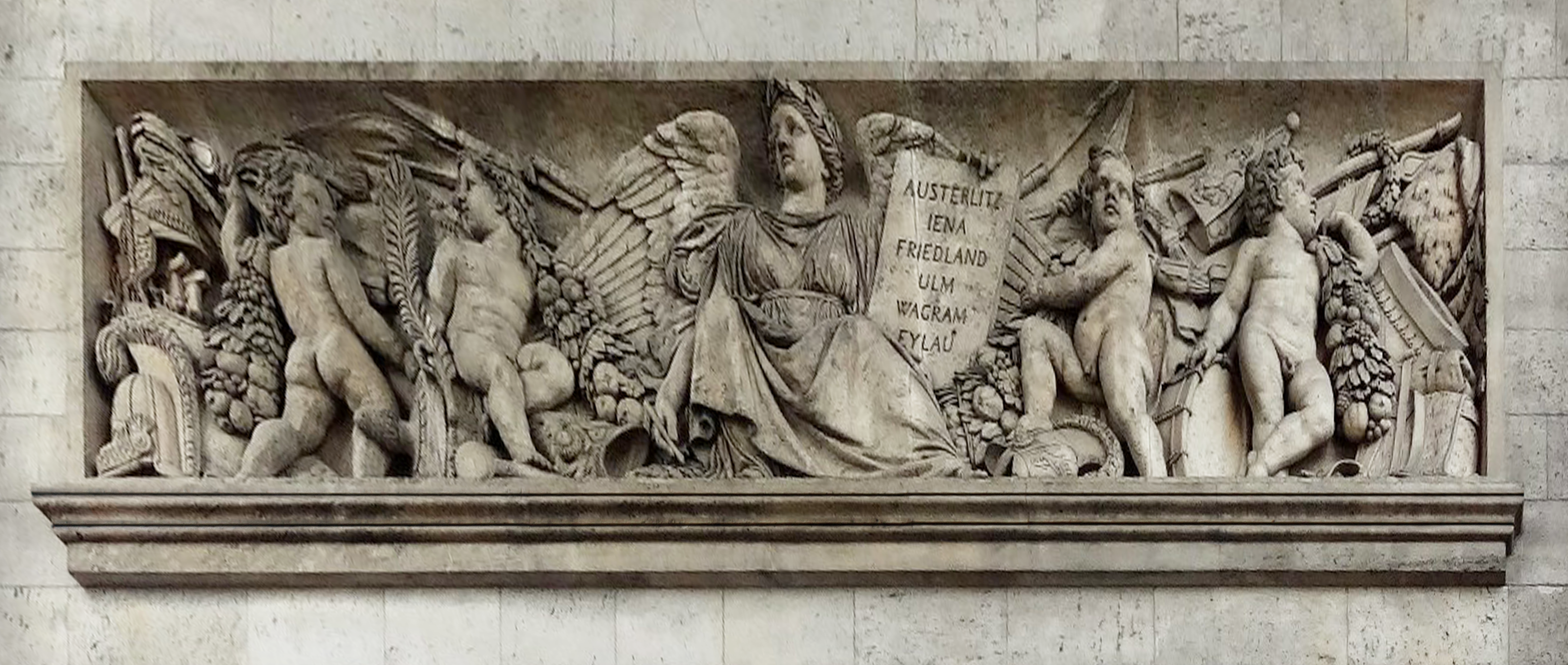
Atributs de les victòries del nord
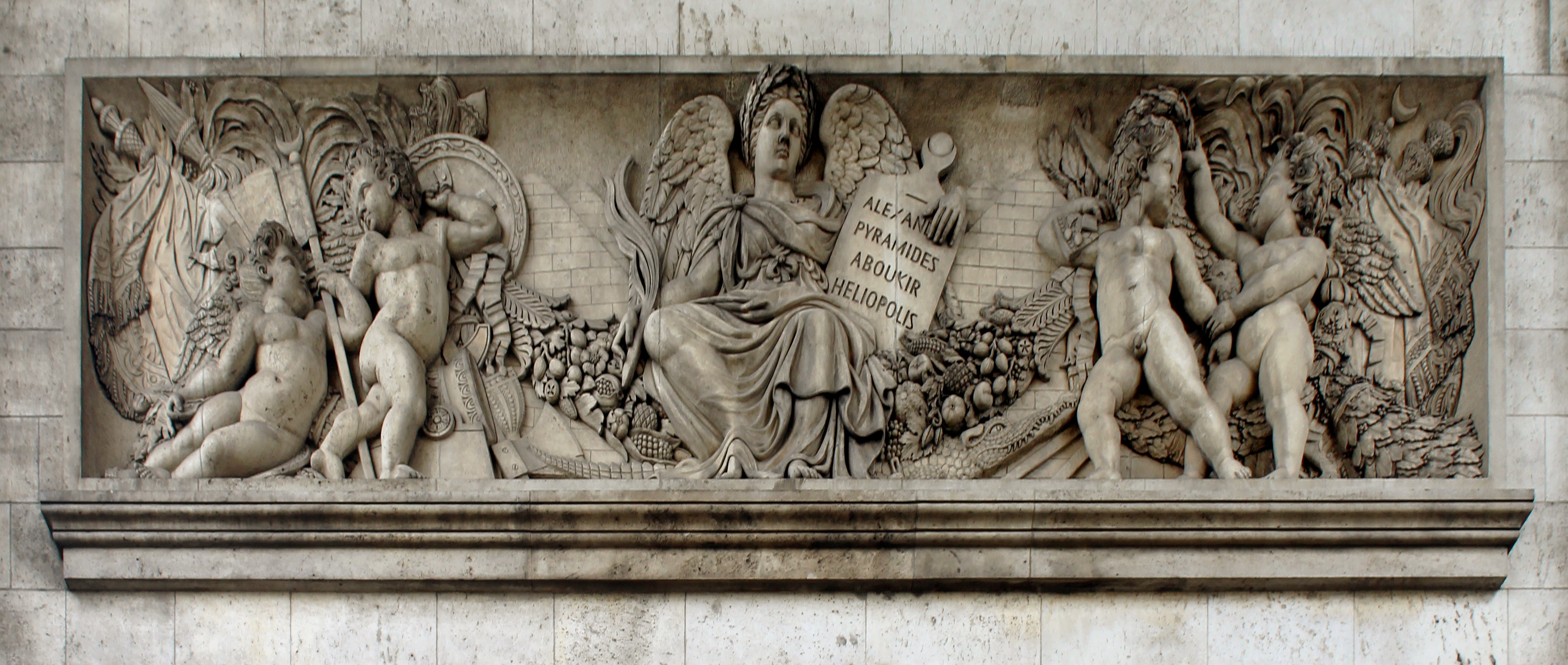
Atributs de les victòries del sud
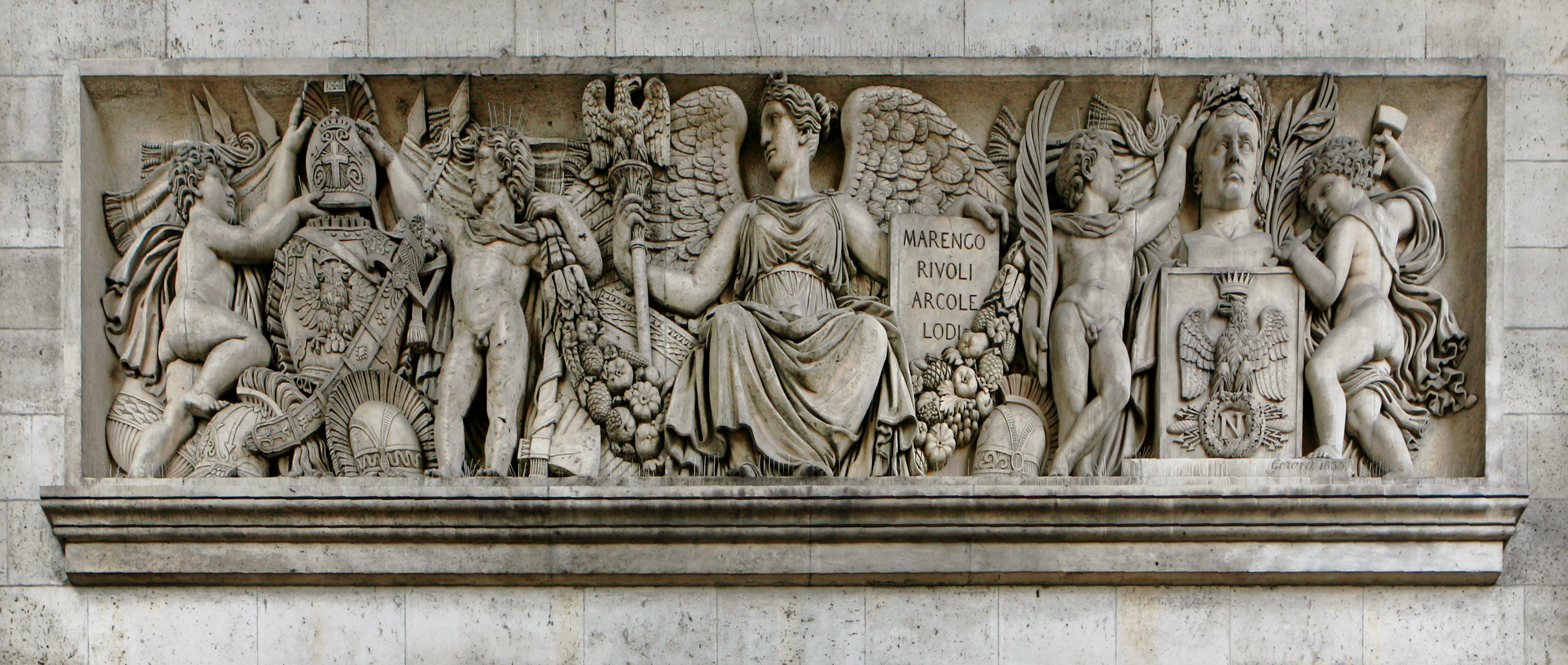
Atributs de les victòries de l'est
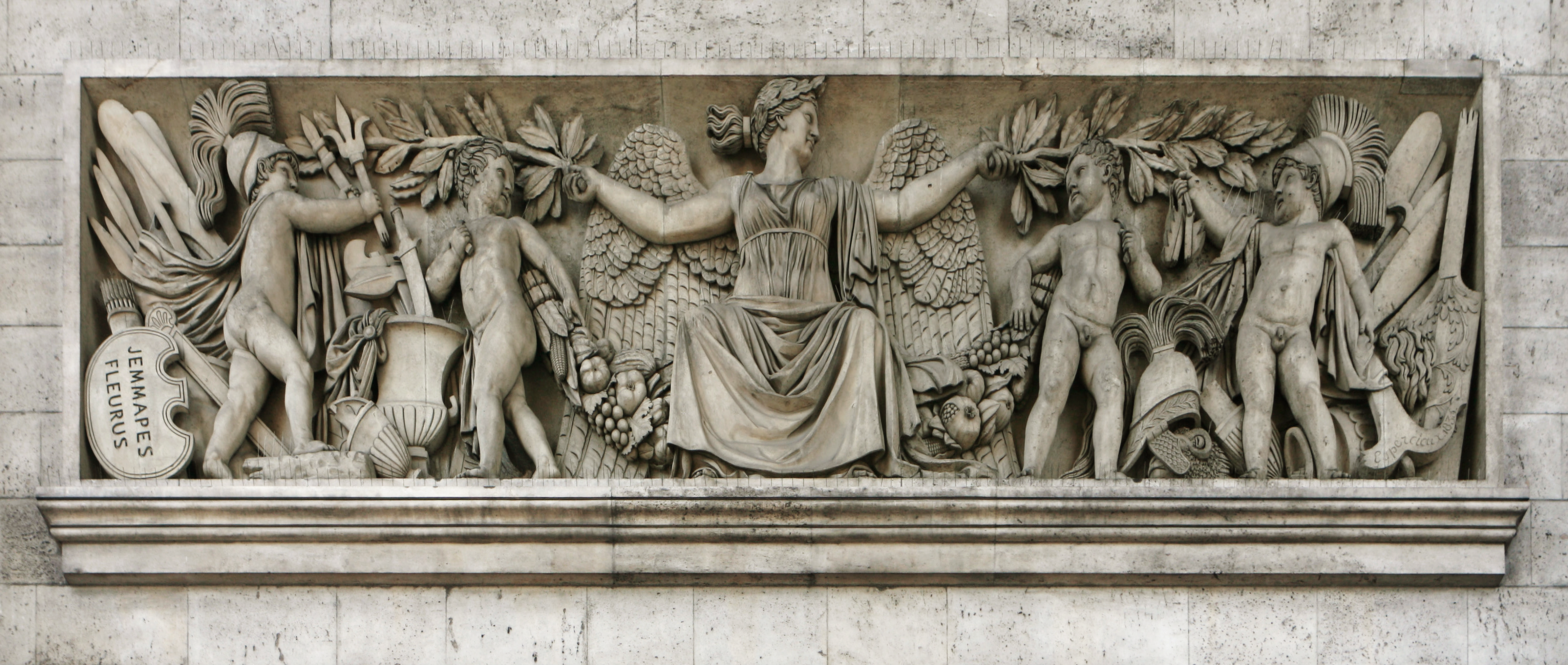
Atributs de les victòries de l'oest